# 広瀬好伸
広瀬 好伸（ひろせ よしのぶ、1979年 - ）は、日本の経営者。株式会社Scale Cloud 創業者・代表取締役社長、株式会社ビーワンクリニックの代表取締役。

## 人物・来歴
2002年、京都大学経済学部卒業後、あずさ監査法人へ入社し、主に銀行監査やIPO準備に従事。
2007年に起業。公認会計士・税理士として、上場企業役員、IPO/M&A/企業再生コンサルティング、社外CFOなどを通じて600社以上の事業に関わる。社外役員やコンサルタントとして計4社のIPOに関与、現在も上場企業（株式会社i-plug及び株式会社NATTY SWANKY）の社外役員を務める。
KPIマネジメントのスペシャリストとして、「事業全体で最適な意思決定を可能にする科学的経営」を提唱。KPIマネジメントのコンサルティングやクラウドシステム「Scale Cloud」（特許取得済）の開発・提供に注力している。

## 論文
- 『経営指標とKPI の融合による意思決定と行動の全体最適化』（人工知能学会 知識流通ネットワーク研究会）[4]

## 特許
- 「組織の経営指標情報を、経営判断に関する項目に細分化し、項目同士の関連性を見つけて順位付けし、経営に重要な項目を見つけ出せる経営支援システム」（特許第6842627号）[5]

## 著書
- 『飲食店経営成功バイブル １店舗から多店舗展開 ２３の失敗事例から学ぶ「お金」の壁の乗り越え方』（合同フォレスト）ISBN 9784772660587
- 『KPI式PDCA：数値化で事業成長する仕組み』（実生社）ISBN 9784910686059